# Grand Palais Éphémère
Grand Palais Éphémère es la sala de exposiciones temporales del arquitecto Jean-Michel Wilmotte en el Campo de Marte. Se espera que la sala de 10.000 m2 esté terminada en 2021 y desmantelada en 2024. Su propósito es albergar exposiciones mientras se renueva el Grand Palais para los Juegos Olímpicos de Verano de 2024. El Grand Palais Éphémère albergará los eventos de judo de los Juegos Olímpicos de verano de 2024. GL Events, el principal organizador del evento, es el concesionario del transitorio Grand Palais. Mantiene y gestiona la reventa del edificio.
En julio de 2021 acogió la 10.ª edición del foro de ingenieros y arquitectos de la madera en el International Construction Bois Forum.